# 尾崎勇一
尾崎 勇一（おざき ゆういち、1975年6月6日-）は、日本の音楽ユニットThe Uncolouredのメンバー。ボーカリスト、DAWエンジニア、音楽プロデューサー。長崎県出身、血液型B型。
2003年10月、Sony MusicのレーベルThe Music Councilより、高校からの旧友であるベーシストの山口寛雄とのユニットThe Uncolouredで、台湾、タイなどを含むアジア7ヶ国にてメジャーデビュー。また、2006年には大泉洋、戸次重幸によるユニット、FAN TANを初プロデュース。

## ディスコグラフィー
- 2006年　Noyori シングル「Beautiful World」(詞・曲・エンジニアリング：尾崎勇一)
- 2008年　緋村剛 シングル「Tsuyoshix prototype1」(The Uncoloured Records)

## =脚注